# Titas Milašius
Titas Milašius (Vilnius, 12 dicembre 2000) è un calciatore lituano, centrocampista del Pogoń Siedlce.

## Carriera

### Club
Il 25 febbraio 2019 viene tesserato dal Wisła Płock, che lo lascia in prestito all'Escola Varsovia fino a giugno. Il calciatore firma un accordo valido fino al 2022. Esordisce nel campionato polacco il 26 luglio 2019 in Lech Poznań-Wisła Płock (4-0). Esce al 32' sostituito da Olaf Nowak. L'11 febbraio 2020 passa in prestito allo Świt NDM. L'11 gennaio 2021 viene ceduto in prestito allo Skra Częstochowa, formazione impegnata nella terza divisione polacca.
Il 20 giugno 2021 viene ingaggiato dal Podbeskidzie.

### Nazionale
Esordisce in nazionale il 25 marzo 2022 contro il San Marino in amichevole. Esce al 67', sostituito da Arvydas Novikovas.

## Statistiche

### Cronologia presenze e reti in nazionale
| Cronologia completa delle presenze e delle reti in nazionale ― Lituania | Cronologia completa delle presenze e delle reti in nazionale ― Lituania | Cronologia completa delle presenze e delle reti in nazionale ― Lituania | Cronologia completa delle presenze e delle reti in nazionale ― Lituania | Cronologia completa delle presenze e delle reti in nazionale ― Lituania | Cronologia completa delle presenze e delle reti in nazionale ― Lituania | Cronologia completa delle presenze e delle reti in nazionale ― Lituania | Cronologia completa delle presenze e delle reti in nazionale ― Lituania |
| Data                                                                    | Città                                                                   | In casa                                                                 | Risultato                                                               | Ospiti                                                                  | Competizione                                                            | Reti                                                                    | Note                                                                    |
| ----------------------------------------------------------------------- | ----------------------------------------------------------------------- | ----------------------------------------------------------------------- | ----------------------------------------------------------------------- | ----------------------------------------------------------------------- | ----------------------------------------------------------------------- | ----------------------------------------------------------------------- | ----------------------------------------------------------------------- |
| 25-3-2022                                                               | Serravalle                                                              | San Marino                                                              | 1 – 2                                                                   | Lituania                                                                | Amichevole                                                              | -                                                                       | 67’                                                                     |
| 29-3-2022                                                               | Dublino                                                                 | Irlanda                                                                 | 1 – 0                                                                   | Lituania                                                                | Amichevole                                                              | -                                                                       | 46’                                                                     |
| 11-6-2022                                                               | Tórshavn                                                                | Fær Øer                                                                 | 2 – 1                                                                   | Lituania                                                                | UEFA Nations League 2022-2023 - 1º turno                                | -                                                                       | 71’                                                                     |
| 14-6-2022                                                               | Smirne                                                                  | Turchia                                                                 | 2 – 0                                                                   | Lituania                                                                | UEFA Nations League 2022-2023 - 1º turno                                | -                                                                       | 80’ 85’                                                                 |
| 22-9-2022                                                               | Vilnius                                                                 | Lituania                                                                | 1 – 1                                                                   | Fær Øer                                                                 | UEFA Nations League 2022-2023 - 1º turno                                | -                                                                       | 76’                                                                     |
| 15-10-2024                                                              | Kaunas                                                                  | Lituania                                                                | 1 – 2                                                                   | Romania                                                                 | UEFA Nations League 2024-2025 - 1º turno                                | -                                                                       | 60’                                                                     |
| 15-11-2024                                                              | Larnaca                                                                 | Cipro                                                                   | 2 – 1                                                                   | Lituania                                                                | UEFA Nations League 2024-2025 - 1º turno                                | -                                                                       | 60’                                                                     |
| 18-11-2024                                                              | Pristina                                                                | Kosovo                                                                  | 1 – 0                                                                   | Lituania                                                                | UEFA Nations League 2024-2025 - 1º turno                                | -                                                                       |                                                                         |
| 21-3-2025                                                               | Varsavia                                                                | Polonia                                                                 | 1 – 0                                                                   | Lituania                                                                | Qual. Mondiali 2026                                                     | -                                                                       | 74’                                                                     |
| 24-3-2025                                                               | Kaunas                                                                  | Lituania                                                                | 2 – 2                                                                   | Finlandia                                                               | Qual. Mondiali 2026                                                     | -                                                                       | 73’                                                                     |
| 10-6-2025                                                               | Odense                                                                  | Danimarca                                                               | 5 – 0                                                                   | Lituania                                                                | Amichevole                                                              | -                                                                       | 36’                                                                     |
| Totale                                                                  |                                                                         | Presenze                                                                | 11                                                                      |                                                                         | Reti                                                                    | 0                                                                       |                                                                         |